# Пауль Фе
Пауль Фе (нім. Paul Fäh) — швейцарський футболіст, що грав на позиції воротаря. Виступав за клуби «Аарау» і «Янг Фелловз».

## Клубна кар'єра
В сезоні 1935-36 грав за клуб «Аарау» у вищому дивізіоні чемпіонату Швейцарії.
Далі виступав у складі клубу «Янг Фелловз» (Цюрих). Влітку 1937 року грав за команду в Кубку Мітропи. Команда одразу ж вилетіла в 1/8 фіналу, але змогла нав'язати боротьбу більш статусній «Вієнні» з Австрії. У віденському матчі «Янг Фелловз» вів у рахунку, але все-таки програв 1:2. В матчі-відповіді швейцарці здобули перемогу 1:0 завдяки голу Лайоша Палі. Переможця дуелі мав визначити додатковий матч. Австрійці не наполягали на нейтральному полі і погодились провести цей поєдинок у Цюриху через два дні після попереднього. Більш досвідченні гості з Відня перемогли з рахунком 2:0 і пройшли далі. В першому з цих матчів стояв у воротах Густав Шлегель, а в двох наступних уже Фе. 
Грав у команді до 1944 року, провівши в чемпіонаті 76 матчів. Забив в цих матчах 4 голи, хоча немає підтверджень, чи він це робив, будучи голкіпером, чи в окремих матчах його використовували як польового гравця.

## Статистика виступів

### Статистика виступів у чемпіонаті
Виступи у вищому дивізіоні чемпіонату Швейцарії, починаючи з сезону 1933/34.
| Сезон   | Клуб        | Ліга                | Матчі | Голи |
| ------- | ----------- | ------------------- | ----- | ---- |
| 1935/36 | Аарау       | Чемпіонат Швейцарії | 19    | 0    |
| 1937/38 | Янг Фелловз | Чемпіонат Швейцарії | 22    | 1    |
| 1938/39 | Янг Фелловз | Чемпіонат Швейцарії | 3     | 1    |
| 1939/40 | Янг Фелловз | Чемпіонат Швейцарії | 13    | 1    |
| 1940/41 | Янг Фелловз | Чемпіонат Швейцарії | 20    | 1    |
| 1941/42 | Янг Фелловз | Чемпіонат Швейцарії | 0     | 0    |
| 1942/43 | Янг Фелловз | Чемпіонат Швейцарії | 9     | 0    |
| 1943/44 | Янг Фелловз | Чемпіонат Швейцарії | 9     | 0    |
| РАЗОМ   |             |                     | 95    | 4    |

### Статистика виступів у Кубку Мітропи
| №                      | Розіграш               | Стадія                 | Дата та місце проведення | Команда 1              | Рахунок | Команда 2    | Голи |
| ---------------------- | ---------------------- | ---------------------- | ------------------------ | ---------------------- | ------- | ------------ | ---- |
| 1                      | 1937                   | 1/8                    | 27.06.1937 Цюрих         | Янг Фелловз            | 1:0     | Ферст Вієнна |      |
| 2                      | 1937                   | 1/8 дод.               | 29.06.1937 Цюрих         | Янг Фелловз            | 0:2     | Ферст Вієнна |      |
| Всього в Кубку Мітропи | Всього в Кубку Мітропи | Всього в Кубку Мітропи | Всього в Кубку Мітропи   | Всього в Кубку Мітропи | 2       |              | -2   |